# MediaPark
 (septembre 2024).
Si vous disposez d'ouvrages ou d'articles de référence ou si vous connaissez des sites web de qualité traitant du thème abordé ici, merci de compléter l'article en donnant les références utiles à sa vérifiabilité et en les liant à la section « Notes et références ».

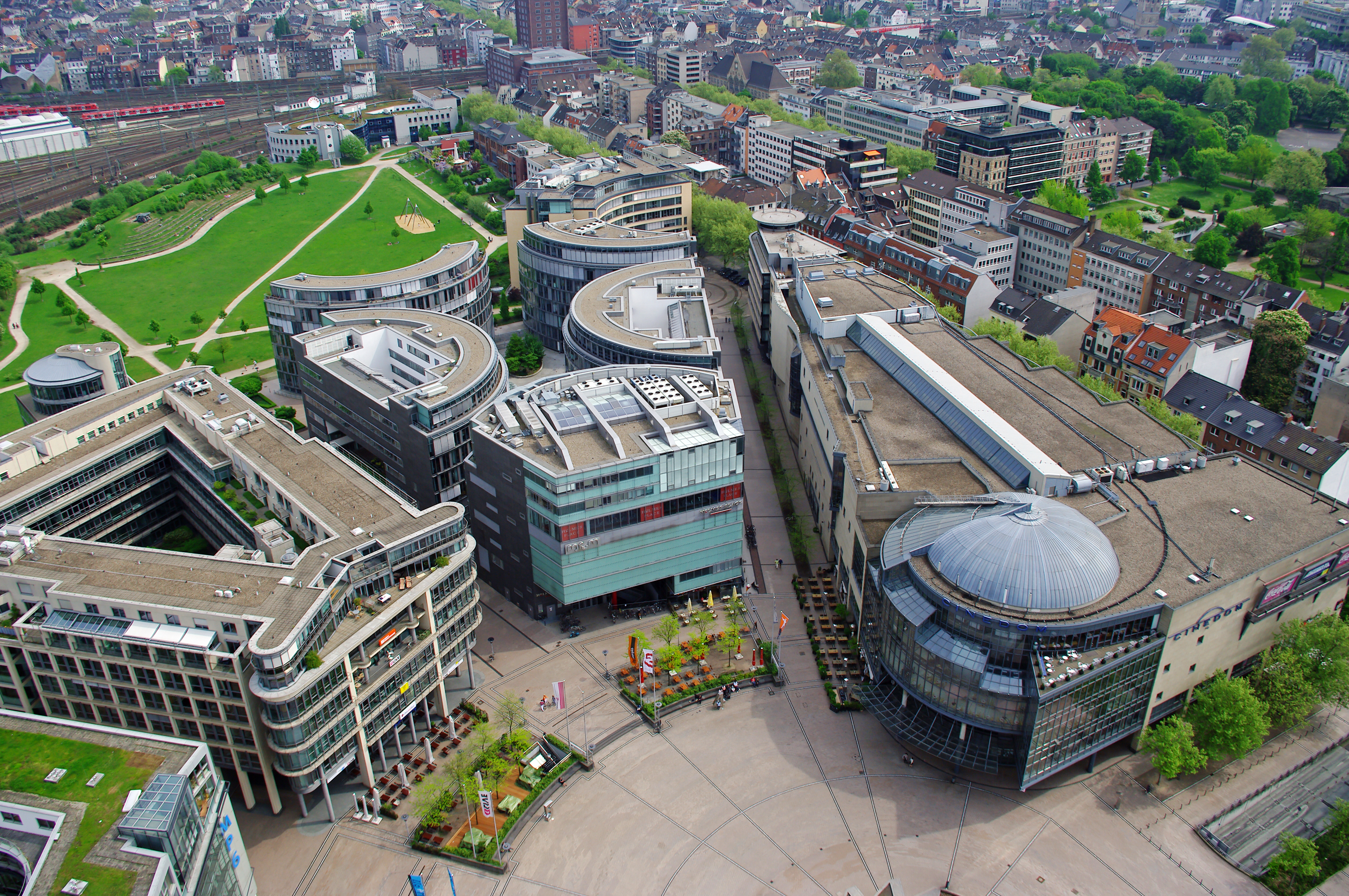
MediaPark vu depuis la Kölnturm.

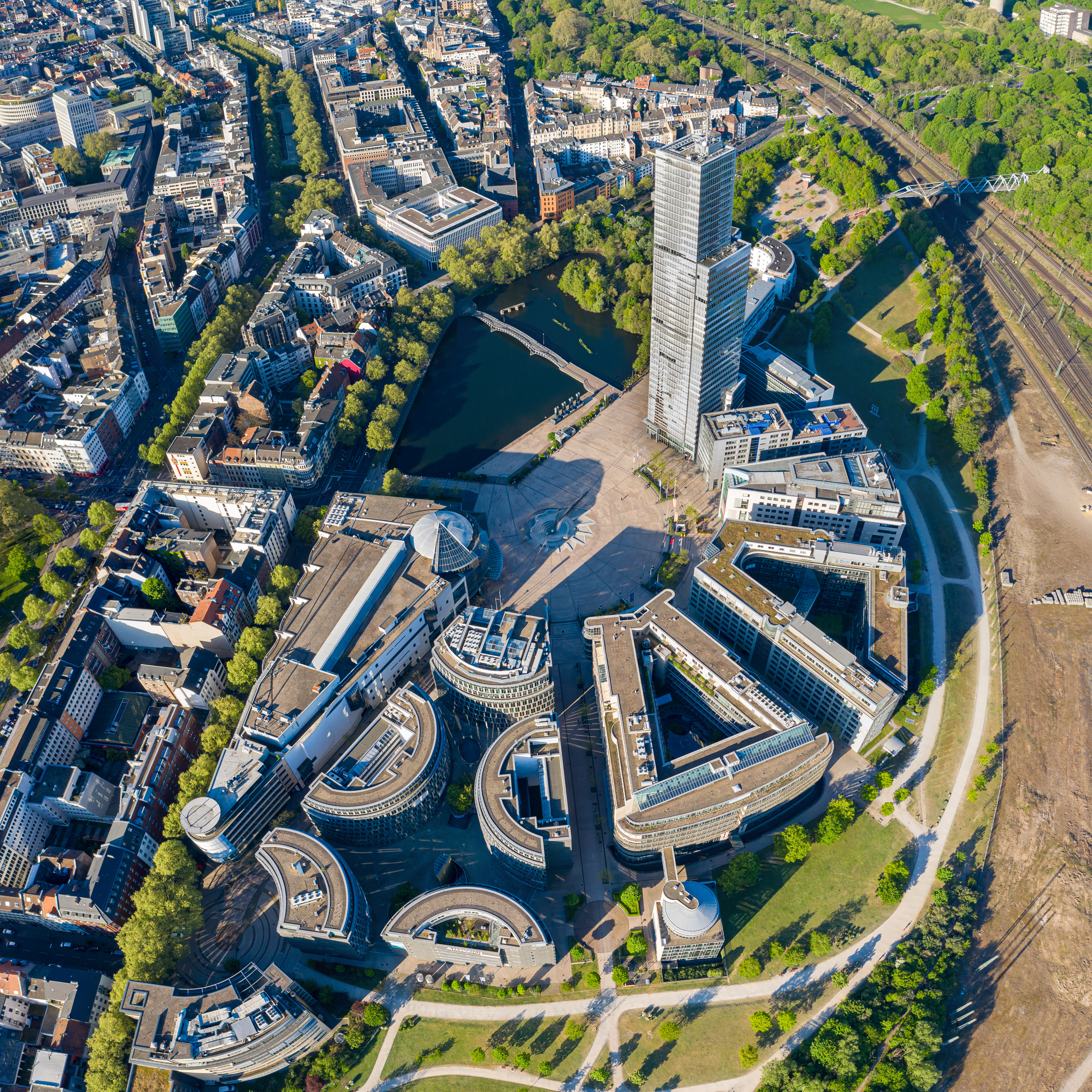
MediaPark. Avril 2020.

MediaPark est un quartier créé par une opération de rénovation urbaine situé au nord-ouest de Cologne. Il concentre comme son nom l'indique un ensemble d'entreprises de communication et de médias. La tour Kölnturm, conçue par Jean Nouvel, est située au centre de MediaPark. 

## Historique
Le quartier est achevé en 2004[réf. souhaitée].  